# Luis Pérez (beisbolista)
Luis Manuel Pérez González (nacido el 20 de enero de 1985 en Montecristi) es un lanzador dominicano de Grandes Ligas que juega para los Azulejos de Toronto. 

## Carrera

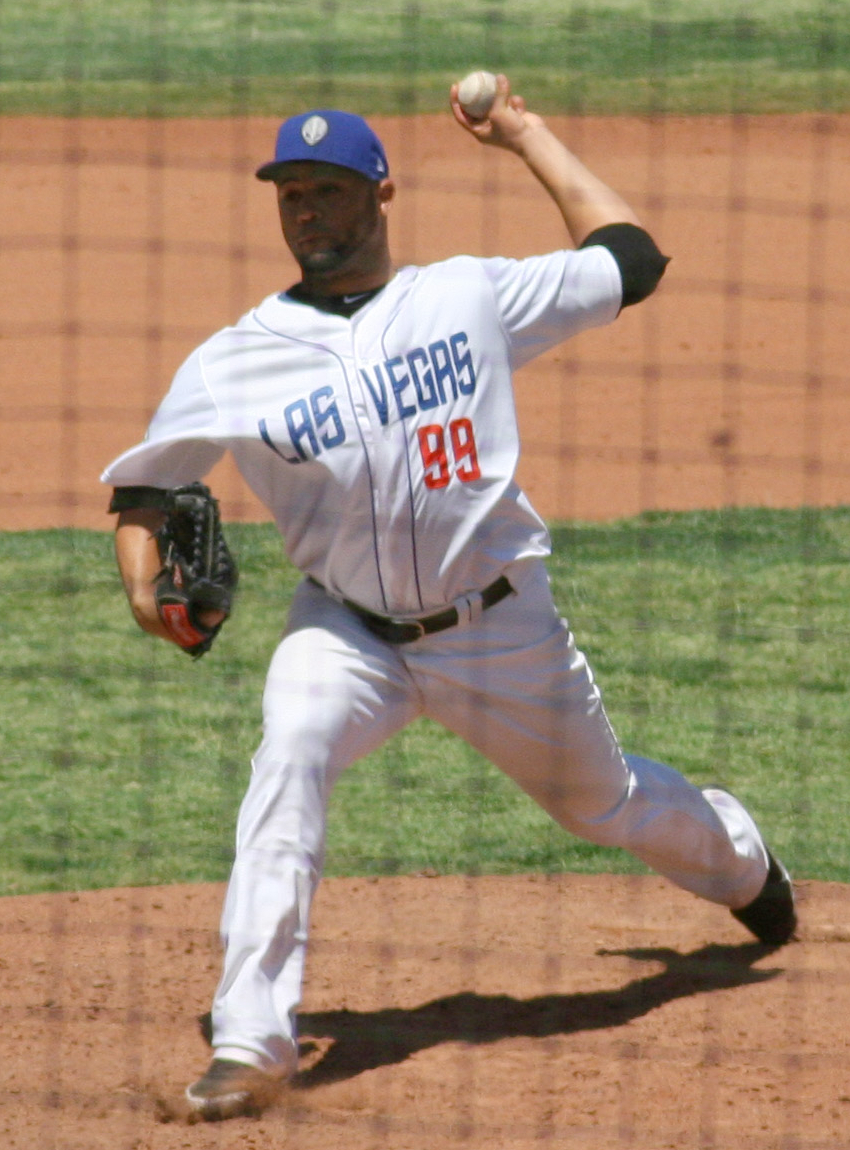
Luis Pérez en un lanzamiento.

### Ligas menores
En 2006, su primer año en Clase-A, Pérez terminó con récord de 4-0 con una efectividad de 1.38. Durante su permanencia en las menores tuvo un récord de 12-15 con una efectividad de 2.99 en sus primeras tres temporadas (2006-2008).

### Grandes Ligas
El 15 de abril de 2011, Pérez recibió su primera llamada a los Azulejos de Toronto.
El 28 de mayo, Pérez logró el primer triunfo de su carrera en un juego de 14 entradas contra los Medias Blancas de Chicago. Corey Patterson bateó un walk-off home run en solitario para darle la victoria.
Después de hacer 29 apariciones desde el bullpen de los Azulejos, Pérez hizo su primera apertura contra los Atléticos de Oakland el 21 de agosto de 2011. Pérez se llevó la victoria, lanzando seis entradas y permitiendo solo un hit y dando dos boletos. Ponchó a cuatro bateadores y retiró a 15 bateadores en línea para abrir el juego.